# 레오 요제프 수에넨스
레오 요제프 수에넨스(Leo Jozef Suenens, 1904년 7월 16일 ~ 1996년 5월 6일)는 벨기에의 로마 가톨릭교회 추기경이자 메헬렌-브뤼셀 대교구장(1961-1979)이다. 1962년 추기경에 서임되었다.
수에넨스 추기경은 제2차 바티칸 공의회 당시 가톨릭교회의 아조르나멘토를 지지하는 입장에 서 있었다.

## 약력

### 유년기와 청소년기
레오 수에넨스는 오전 6시 30분경 익셀에 있는 한 진료소에서 레스토랑 주인이었던 장밥티스트와 잔느 수에넨스 부부의 아들로 태어났다. 그리고 사제였던 삼촌에 의해 유아세례를 받았다. 4세 때 아버지를 여읜 레오 수에넨스는 1911년부터 1912년까지 사제였던 삼촌의 사제관에서 어머니와 함께 살았다. 그는 스하르베이크의 성 마리아 학교에서 공부하다가 1920년에 로마에 있는 교황청립 그레고리오 대학교로 진학하였다. 그레고리오 대학에서 그는 1920년에 신학과 철학 분야에서 박사 학위를, 1929년에는 교회법 분야에서 박사 학위를 받았다. 수에넨스는 멘토였던 데지레조제프 메르시에 추기경에 의해 로마로 보내졌다.

### 사제
1927년 9월 4일 요제프에른스트 반 로이 추기경에 의해 사제 서품을 받은 수에넨스는 성 마리아 학회에서 교수로 재직하다가 1930년부터 1940년까지 메헬렌 소신학교에서 윤리학과 교육학을 가르쳤다. 수에넨스는 프랑스 남부에 주둔한 벨기에군 제9포병연대의 군종사제로 3개월간 복무하였으며, 1940년 8월 루뱅 가톨릭 대학교의 부총장이 되었다. 1943년 루뱅 가톨릭 대학교의 총장신부가 나치군에게 체포되자 수에넨스가 총장 대리 역할을 수행하였다. 1941년 10월 몬시뇰이 된 그는 나치로부터 요주의 인물로 낙인찍혀 처형 대상 30인 명단 목록에 포함되었지만, 처형 명령이 시행되기 바로 전날에 벨기에의 해방운동이 일어나 간신히 목숨을 건질 수 있었다.

### 주교
1945년 11월 12일 수에넨스는 메헬렌의 보좌주교 및 이신다의 명의주교로 서품되었다. 수에넨스의 주교 서품식 및 착좌식은 그해 12월 16일 추기경 반 로이의 집전 아래 거행되었다. 그리고 1961년 11월 24일 수에넨스는 대주교로 승품되어 메헬렌의 대교구장이 되었다. 같은 해 12월 8일에는 벨기에의 수석주교인 메헬렌-브뤼셀 대교구장으로 착좌하였다. 수에넨스는 1962년 3월 19일 교황 요한 23세에 의해 산 피에트로 인 빈콜리 성당의 사제급 추기경으로 서임되었다.

### 제2차 바티칸 공의회
요한 23세는 제2차 바티칸 공의회(1962-1965) 개최를 위해 전 세계의 모든 주교를 로마로 소집하면서 교회 쇄신의 필요성에 대한 자신의 입장에 동조해줄 지지자로서 수에넨스 추기경을 주목하였다. 제1회기가 문헌을 다루는 안건의 중압감에 눌려 교착 상태에 빠지자 수에넨스는 요한 23세의 요청에 따라 상황을 정리하고 전체 공의회의 안건을 냈다.
교황 바오로 6세는 수에넨스를 그레구아르피에르 아가지니안, 율리우스 되프너, 자코모 레르카로와 더불어 공의회 토론의 사회자로 임명하였다. 수에넨스는 교회에 관한 교의헌장 《인류의 빛(Lumen Gentium)》과 사목헌장 《기쁨과 희망(Gaudium et Spes)》의 내용을 지지하며 이 헌장들이 공의회에서 채택되도록 배후에서 영향력을 행사했다고 추정되고 있다.

### 죽음
수에넨스는 브뤼셀에서 혈전증으로 91세의 나이로 선종하였으며, 시신은 성 루몰도 대성당에 안장되었다.